# Marius Casadesus

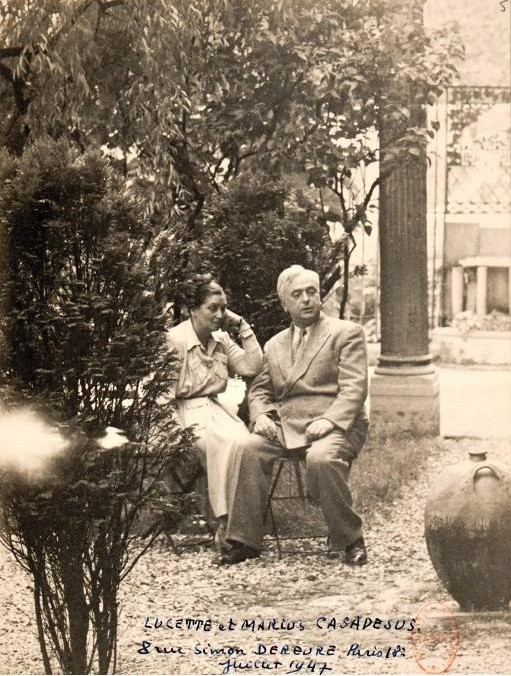
Lucette und Marius Casadesus (1947)

Marius Casadesus (* 24. Oktober 1892 in Paris; † 13. Oktober 1981 in Suresnes) war ein französischer Musiker und Komponist. Er stammte aus der Musikerfamilie Casadesus, war der Bruder von Henri Casadesus und der Onkel des Pianisten Robert Casadesus.
Marius Casadesus war Mitglied der Société des Instruments Anciens ("Gesellschaft für historische Instrumente"), die 1901 von Henri Casadesus und Camille Saint-Saëns gegründet wurde. Er erlangte eine zweifelhafte Berühmtheit durch das sogenannte "Adélaïde-Konzert" für Violine, das jahrzehntelang Mozart zugeschrieben wurde. Das Konzert wurde 1933 als Klavierauszug unter Mozarts Namen publiziert, und später von Yehudi Menuhin aufgenommen. Zahlreiche Musikwissenschaftler, darunter Friedrich Blume, waren von seiner Echtheit überzeugt. Es erhielt sogar einen Platz im Köchelverzeichnis, wo es als "K. Anh. 294a" vermerkt wurde. Die Zweifel des Musikologen Alfred Einstein über dieses Stück wurden bestätigt, als Casadesus in einem Urheberrechtsverfahren 1977 zugab, der Autor des Werks zu sein.